# Larry Johnson
Larry Demetric Johnson (* 14. März 1969 in Dallas, Texas) ist ein ehemaliger US-amerikanischer Basketballspieler.
Während seiner Karriere spielte er auf der Position Forward für die Charlotte Hornets und New York Knicks. Seine Größe und Gewicht wurden zu Beginn seiner Profikarriere mit 197 cm und 125 kg angegeben. Trotz der eher geringen Körpermaße konnte Johnson seine Explosivität und Körpermasse sehr gut für die Position des Power Forwards ausnutzen.

## Laufbahn
Larry Johnson spielte von 1987 bis 1989 am Odessa College in Texas. Er kam dort 1987/88 auf 22,3 und 1988/89 auf 29 Punkte je Begegnung und wurde in beiden Spielzeiten als Spieler des Jahres der Junior-Colleges ausgezeichnet. Er wechselte an die University of Nevada, Las Vegas und gewann mit dessen Basketballmannschaft 1990 die NCAA-Meisterschaft. Johnson war mit 20,6 Punkten und 11,4 Rebounds je Begegnung bester Mann der Meistermannschaft, zu deren Leistungsträgern auch Stacey Augmon und Greg Anthony zählten. Alle drei Spieler wurde im 1991er NBA Draft ausgewählt, Johnson an erster Stelle. Er wurde nach der Saison 1991/92 mit dem NBA Rookie of the Year Award als bester NBA-Neueinsteiger geehrt. Gleichzeitig führte er mit dieser Auszeichnung das NBA All-Rookie First Team dieses Jahrgangs an.
Zusammen mit dem im nächsten Jahr an zweiter Stelle des Drafts gewählten Alonzo Mourning und dem 1,60 m kleinen Muggsy Bogues erreichte er mit den Hornets die zweite Runde der Playoffs. Durch Verletzungspech musste Johnson in der folgenden Saison 31 Spiele pausieren, weshalb die Hornets keinen Playoff-Platz erreichen konnten. Da zwischen Johnson und Mourning Spannungen bestanden, wurde Letzterer 1995 nach einem Aus in der ersten Playoff-Runde nach Miami abgegeben. Ein Jahr später wechselte nach dem Nichterreichen der Playoffs auch Johnson im Austausch gegen Anthony Mason zu den Knicks.
Bei den Hornets spielte Johnson auf der Power-Forward-Position und war für durchschnittlich 20 Punkte und 10 Rebounds im Schnitt gut. In New York fand er sich auf der Small Forward Position wieder, da die Knicks mit Charles Oakley einen guten Power Forward aufbieten konnten. Ebenso fand sich Johnson in einer neuen Rolle wieder. Vom Starspieler der Hornets, war er nun Rollenspieler bei den Knicks. Entsprechend sanken seine Statistiken im Laufe der Jahre. Sein kraftaufwendiges Spiel unter dem Korb verlagerte er immer mehr nach außen, so dass er zum Ende seiner Karriere hin ein passabler Schütze war.
Die Knicks erreichten in den Jahren mit Johnson jedes Jahr mindestens die zweite Playoff-Runde. Im Jahr 1999 wurden sie Vierter der Atlantic Division, erreichten dann aber sensationell das Finale.
Am 10. Oktober 2001 erklärte Johnson seinen frühen Rücktritt vom Basketball. Der Grund waren chronische Rückenprobleme, welche ihn verstärkt in seinem Spiel einschränkten.
In den Spielen wurde Larry Johnson oft mit seinem Spitznamen „Grandma“ bezeichnet. Dieser hatte seinen Ursprung in einer Werbung für den Schuhhersteller Converse, in der Johnson eine alte Oma spielte. 1994 war er auf der Titelseite der ersten Ausgabe des amerikanischen SLAM Magazines.
Im Final-Jahr 1999 war Johnson Werfer eines spielentscheidenden 4-Punktespiels, welches aus einem Foul bei einem getroffenen 3-Punkte-Wurf resultierte. Die Knicks hatten drei Punkte Rückstand bei 11,9 Sekunden verbleibender Spielzeit. Durch diese Aktion gingen sie mit 92:91 in Führung, was auch Endstand blieb. Diese Aktion wurde später als „phantom four-point play“ bezeichnet, da Johnsons 3-Punkte-Wurf erst nach dem Foul geschah und eigentlich nicht hätte gelten dürfen.
Larry Johnson spielte über zehn Saisons 707 Spiele; er erzielte dabei durchschnittlich 16,20 Punkte pro Spiel bei einer Trefferquote von FG 48,44 %, 3PT 33,24 % und FT 76,60 %. Er wurde zudem 1993 und 1995 in das NBA All-Star Game berufen.
Mit der Nationalmannschaft der Vereinigten Staaten von Amerika gewann Johnson 1994 die Basketball-Weltmeisterschaft.
Er hatte eine Gastrolle in der Serie Alle unter einem Dach und spielte im Film Space Jam mit.